# Municipio de Jackson (condado de Orange)
El municipio de Jackson (en inglés: Jackson Township) es un municipio ubicado en el condado de Orange en el estado estadounidense de Indiana. En el año 2010 tenía una población de 686 habitantes y una densidad poblacional de 6,22 personas por km².

## Geografía
El municipio de Jackson se encuentra ubicado en las coordenadas 38°27′9″N 86°38′7″O / 38.45250, -86.63528. Según la Oficina del Censo de los Estados Unidos, el municipio tiene una superficie total de 110.25 km², de la cual 92,59 km² corresponden a tierra firme y (16,02 %) 17,66 km² es agua.
Cementerios
El municipio cuenta con tres cementerios: Patoka Memorial, Cane Creek y Patoka Memorial and Swift.
Lagos
- Lago de Patoka

## Demografía
Según el censo de 2010, había 686 personas residiendo en el municipio de Jackson. La densidad de población era de 6,22 hab./km². De los 686 habitantes, el municipio de Jackson estaba compuesto por el 98,4 % blancos, el 0,15 % eran afroamericanos, el 0,87 % eran amerindios, el 0,15 % eran asiáticos y el 0,44 % eran de una mezcla de razas. Del total de la población el 0,29 % eran hispanos o latinos de cualquier raza.